# آرکادیوش گودل
آرکادیوش گودل (انگلیسی: Arkadiusz Godel؛ زادهٔ ۴ فوریهٔ ۱۹۵۲) شمشیرباز اهل لهستان بود.
وی در مسابقات کشوری و بین‌المللی در مجموع برندهٔ ۱ مدال طلا شده‌است.